# 濱水帶
濱水帶是介於陸地以及水體的中間地帶。在此區域生長之植物便稱作濱水帶植物。由於濱水帶對於土壤保育、生物多樣性扮演十分重要的角色，因此在生態學、環境保育以及都市計畫上也都被高度重視。濱水帶有許多形式，像是草地、林地、濕地，甚至可以是無植物地帶。